# Sematophyllum gracile
Sematophyllum gracile är en bladmossart som beskrevs av Edwin Bunting Bartram 1962. Sematophyllum gracile ingår i släktet Sematophyllum och familjen Sematophyllaceae. Inga underarter finns listade i Catalogue of Life.